# Selineno
Selinenos son un grupo de compuestos químicos isoméricos estrechamente relacionados que se clasifican como sesquiterpenos. Todos los selinenos tienen la fórmula molecular C 15 H 24 y han sido aisladas de una variedad de fuentes vegetales. α-selineno y β-selineno son los más comunes y son dos de los componentes principales del aceite de semillas de apio. γ-selineno y δ-selineno son menos comunes.